# 国府村 (群馬県)
国府村（こくふむら）は、群馬県の中部、群馬郡に属していた村。

## 地理
- 河川 - 染谷川

## 歴史
- 1889年（明治22年）4月1日 - 町村制施行により、東国分村、西国分村、引間村、後疋間村、塚田村、稲荷台村、冷水村、北原村が合併し西群馬郡国府村が成立する。
- 1896年（明治29年）4月1日 - 郡統合（西群馬郡と片岡郡の統合）により群馬郡に属する。
- 1955年（昭和30年）4月1日 - 堤ヶ岡村、金古町と合併し群馬町となる。

## 出身人物
- 住谷悦治（経済学者）
- 住谷天来（宗教家・牧師）